# Besson (Allier)
Pour les articles homonymes, voir Besson.
Besson est une commune française, située dans le département de l'Allier en région Auvergne-Rhône-Alpes.

## Géographie

### Localisation
La commune de Besson se situe dans le nord du Bourbonnais, dans le département de l'Allier, à 15 kilomètres au sud de Moulins. Elle s'étend sur 4 736 hectares, dont 1/3 de forêt.
Ses communes limitrophes sont :
| Souvigny   |         | Bressolles |
|            | Besson  | Chemilly   |
| Cressanges | Bresnay |            |

### Voies de communication et transports
La commune est traversée par l'autoroute A79 (E62, portion de la RCEA, ancienne route nationale 79) d'ouest en est, ainsi que les routes départementales 34 (vers Souvigny au nord-ouest et Bresnay au sud), 65 (vers Chemilly à l'est et Cressanges au sud-ouest), 137 (passant au nord de la commune, en direction de Bressolles et Neuvy), 232 (vers Châtel-de-Neuvre), 291 (longeant la RCEA), 292 (vers Bresnay) et 533.

### Climat
Pour des articles plus généraux, voir Climat d'Auvergne-Rhône-Alpes et Climat de l'Allier.
En 2010, le climat de la commune est de type climat océanique dégradé des plaines du Centre et du Nord, selon une étude du CNRS s'appuyant sur une série de données couvrant la période 1971-2000. En 2020, Météo-France publie une typologie des climats de la France métropolitaine dans laquelle la commune est exposée à un climat océanique altéré et est dans la région climatique Centre et contreforts nord du Massif Central, caractérisée par un air sec en été et un bon ensoleillement.
Pour la période 1971-2000, la température annuelle moyenne est de 11,1 °C, avec une amplitude thermique annuelle de 16,1 °C. Le cumul annuel moyen de précipitations est de 751 mm, avec 10,8 jours de précipitations en janvier et 7,2 jours en juillet. Pour la période 1991-2020, la température moyenne annuelle observée sur la station météorologique de Météo-France la plus proche, sur la commune d'Yzeure à 13 km à vol d'oiseau, est de 11,9 °C et le cumul annuel moyen de précipitations est de 795,7 mm,. Pour l'avenir, les paramètres climatiques de la commune estimés pour 2050 selon différents scénarios d'émission de gaz à effet de serre sont consultables sur un site dédié publié par Météo-France en novembre 2022.

## Urbanisme

### Typologie
Au 1er janvier 2024, Besson est catégorisée commune rurale à habitat très dispersé, selon la nouvelle grille communale de densité à 7 niveaux définie par l'Insee en 2022.
Elle est située hors unité urbaine. Par ailleurs la commune fait partie de l'aire d'attraction de Moulins, dont elle est une commune de la couronne,. Cette aire, qui regroupe 64 communes, est catégorisée dans les aires de 50 000 à moins de 200 000 habitants,.

### Occupation des sols

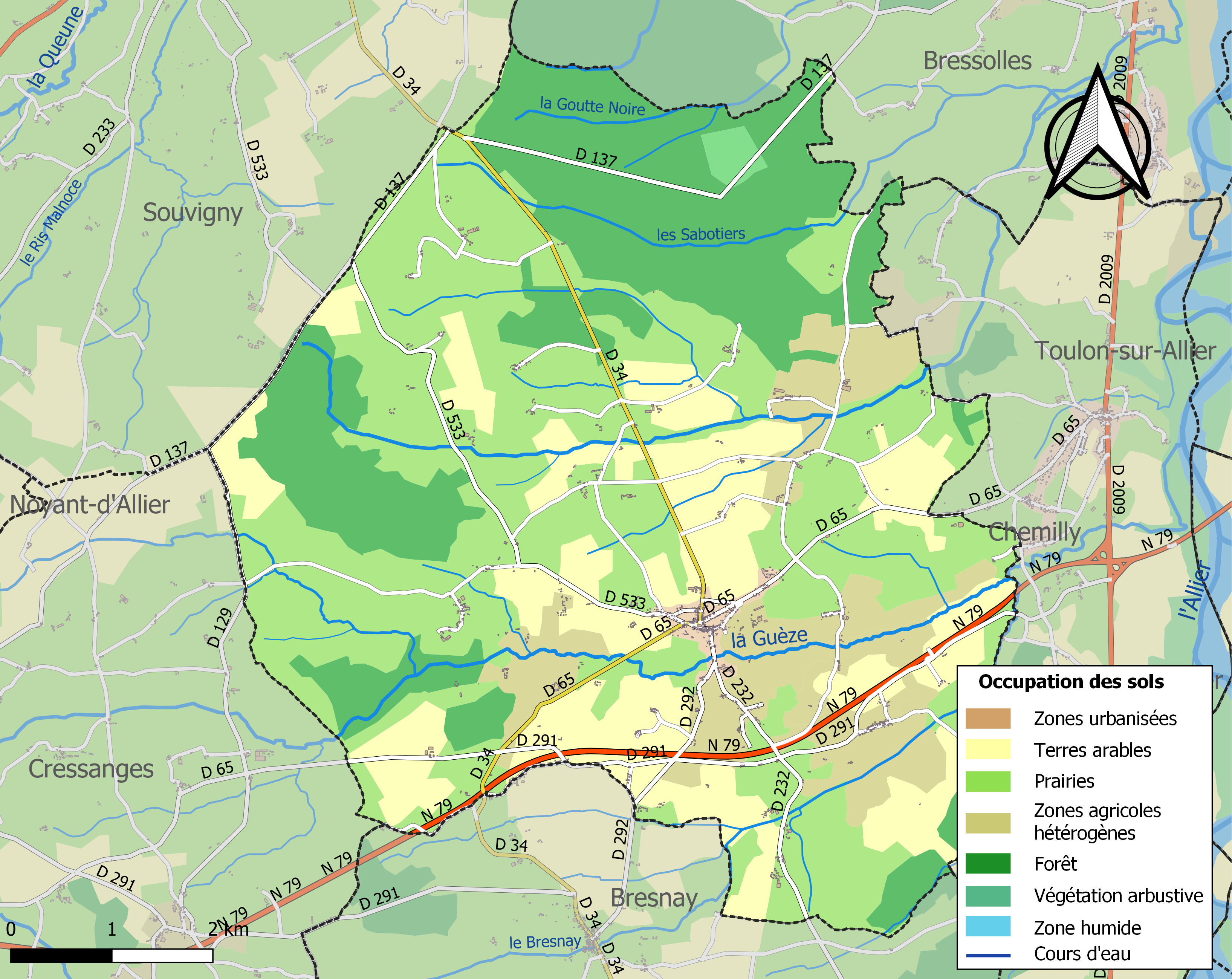
Carte des infrastructures et de l'occupation des sols de la commune en 2018 (CLC).

L'occupation des sols de la commune, telle qu'elle ressort de la base de données européenne d’occupation biophysique des sols Corine Land Cover (CLC), est marquée par l'importance des territoires agricoles (73,8 % en 2018), une proportion sensiblement équivalente à celle de 1990 (73,9 %). La répartition détaillée en 2018 est la suivante : 
prairies (41,8 %), forêts (24,8 %), terres arables (18,2 %), zones agricoles hétérogènes (11,7 %), cultures permanentes (2,1 %), zones urbanisées (0,9 %), milieux à végétation arbustive et/ou herbacée (0,5 %).
L'IGN met par ailleurs à disposition un outil en ligne permettant de comparer l’évolution dans le temps de l’occupation des sols de la commune (ou de territoires à des échelles différentes). Plusieurs époques sont accessibles sous forme de cartes ou photos aériennes : la carte de Cassini (XVIIIe siècle), la carte d'état-major (1820-1866) et la période actuelle (1950 à aujourd'hui).

## Toponymie
Besson signifie « jumeau ». Il est donc probable que la commune tire son nom du fait que, sur son territoire, il y avait deux églises[réf. nécessaire]. En effet, fin Xe siècle - début XIe siècle, l'existence d'une église Saint-Blaise (près de l'emplacement de l'actuelle place Saint-Blaise) est confirmée ; elle est même citée comme église paroissiale aux XVIIe et XVIIIe siècles. Mais, en très mauvais état, elle fut démolie à la Révolution. Le bénitier à deux têtes de l'église Saint-Martin serait un vestige de l'église Saint-Blaise[réf. nécessaire].

## Histoire
La commune abrite un site druidique, puis gallo-romain.

## Politique et administration

### Découpage territorial
La commune de Besson est membre de la communauté d'agglomération Moulins Communauté, un établissement public de coopération intercommunale (EPCI) à fiscalité propre créé le 1er janvier 2017 dont le siège est à Moulins. Ce dernier est par ailleurs membre d'autres groupements intercommunaux.
Sur le plan administratif, elle est rattachée à l'arrondissement de Moulins, au département de l'Allier et à la région Auvergne-Rhône-Alpes. Sur le plan électoral, elle dépend du  canton de Souvigny pour l'élection des conseillers départementaux, depuis le redécoupage cantonal de 2014 entré en vigueur en 2015, et de la première circonscription de l'Allier  pour les élections législatives, depuis le dernier découpage électoral de 2010.

### Administration municipale
| Période                                  | Période                     | Identité                 | Étiquette | Qualité |
| ---------------------------------------- | --------------------------- | ------------------------ | --------- | --- |
| Les données manquantes sont à compléter. |                             |                          |           | |
| avant 1932                               | ?                           | Jean Baquier (1880-1970) | SFIO      | Propriétaire-viticulteur Conseiller général (1932-1940) Nommé conseiller départemental par le Gouvernement de Vichy en 1942 |
| mars 2001                                | avril 2014                  | Jean Pagnon              |           | |
| avril 2014                               | En cours (au 23 avril 2021) | Frédéric Verdier         |           | Chef d'entreprise |

## Population et société

### Démographie
L'évolution du nombre d'habitants est connue à travers les recensements de la population effectués dans la commune depuis 1793. Pour les communes de moins de 10 000 habitants, une enquête de recensement portant sur toute la population est réalisée tous les cinq ans, les populations de référence des années intermédiaires étant quant à elles estimées par interpolation ou extrapolation. Pour la commune, le premier recensement exhaustif entrant dans le cadre du nouveau dispositif a été réalisé en 2008.

En 2022, la commune comptait 746 habitants, en évolution de −3,24 % par rapport à 2016 (Allier : −1,38 %, France hors Mayotte : +2,11 %).
| 1793  | 1800  | 1806  | 1821  | 1831  | 1836  | 1841  | 1846  | 1851  |
| ----- | ----- | ----- | ----- | ----- | ----- | ----- | ----- | ----- |
| 1 480 | 1 380 | 1 336 | 1 330 | 1 370 | 1 414 | 1 411 | 1 479 | 1 476 |

| 1856  | 1861  | 1866  | 1872  | 1876  | 1881  | 1886  | 1891  | 1896  |
| ----- | ----- | ----- | ----- | ----- | ----- | ----- | ----- | ----- |
| 1 560 | 1 508 | 1 544 | 1 585 | 1 596 | 1 592 | 1 617 | 1 584 | 1 550 |

| 1901  | 1906  | 1911  | 1921  | 1926  | 1931  | 1936  | 1946 | 1954 |
| ----- | ----- | ----- | ----- | ----- | ----- | ----- | ---- | ---- |
| 1 520 | 1 480 | 1 424 | 1 196 | 1 166 | 1 060 | 1 035 | 960  | 899  |

| 1962 | 1968 | 1975 | 1982 | 1990 | 1999 | 2006 | 2008 | 2013 |
| ---- | ---- | ---- | ---- | ---- | ---- | ---- | ---- | ---- |
| 867  | 817  | 815  | 733  | 786  | 775  | 792  | 797  | 778  |

| 2018 | 2022 | - | - | - | - | - | - | - |
| ---- | ---- | - | - | - | - | - | - | - |
| 765  | 746  | - | - | - | - | - | - | - |

## Économie
L'une des activités de la commune est la viticulture : la commune fait partie du terroir de l'AOC saint-pourçain.

## Culture locale et patrimoine

### Lieux et monuments

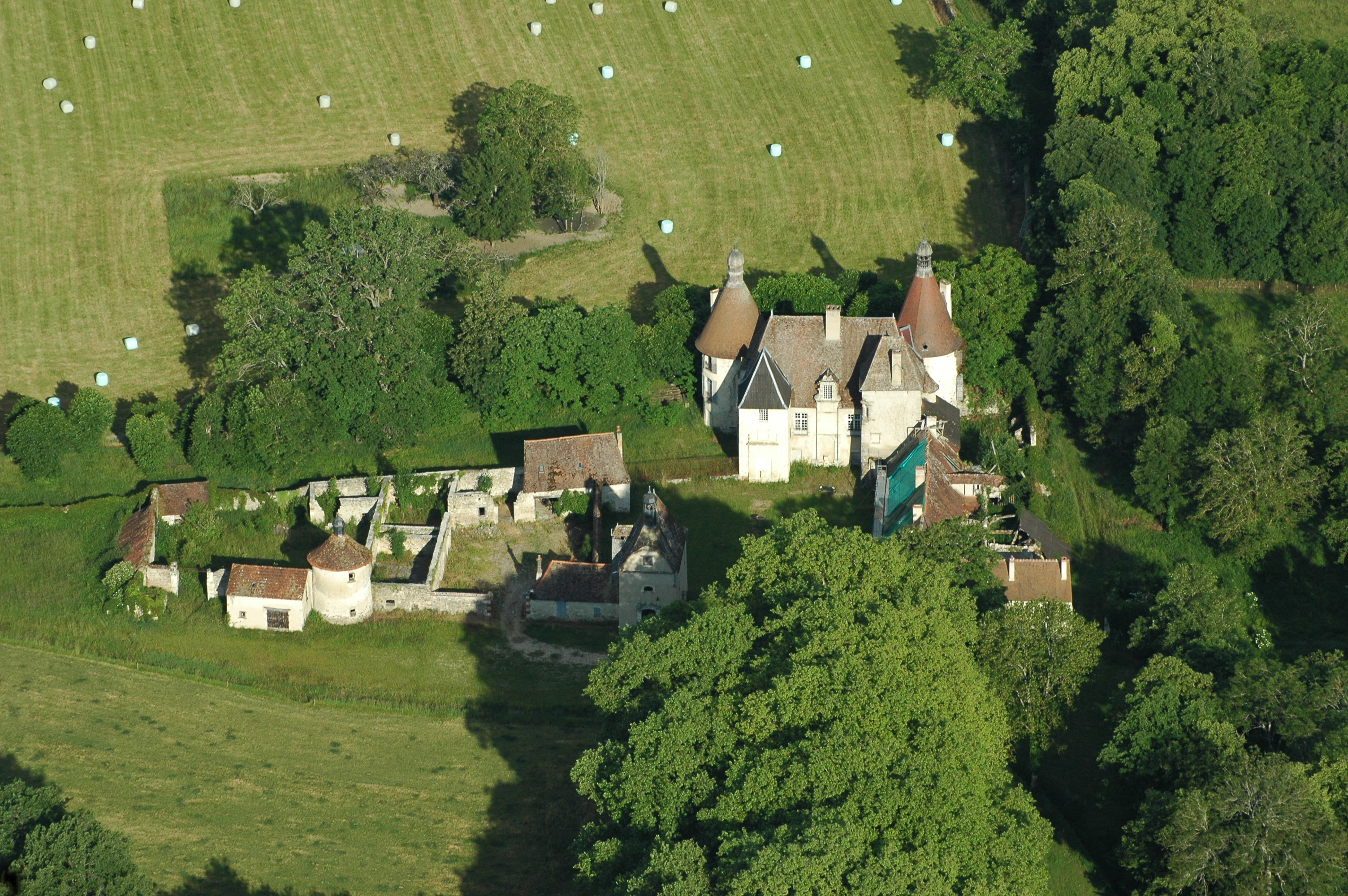
Vue aérienne du château du Vieux Bost.

- L'église Saint-Martin (deuxième moitié du XIIe siècle) est située au centre de la commune.
- L'ancien prieuré (XIIIe).
- De nombreux châteaux sont recensés sur les terres alentour :
  - château du Vieux Bostz (XVe – XVIe siècle), très remanié, à 1 km au sud-ouest. Il se présente sous la forme d'un logis rectangulaire flanqué de deux tours rondes[22]. Depuis 2001, le château est restauré avec l'aide de l'État et du département ;
  - château du Nouveau Bostz ;
  - château de Fourchaud, cité en 1351, il voit se succéder des propriétaires toujours proches du pouvoir ducal, puis royal. En 1463, on donne cinq cent écus pour achever de bâtir la « grosse tour »[23]. L'édifice présente quelques similitudes architecturales avec la tour de la Mal-Coiffée de Moulins. Situé à 2 km au sud du bourg, le château se présente sous la forme d'un donjon rectangulaire, flanqué au milieu des grands côtés de deux tourelles carrées, bâtie en saillie sur une enceinte quadrangulaire partiellement abattue. Deux grosses tours cylindrique, dont l'une accolée au donjon, flanquent encore l'un des côté. C'est dans cette courtine qu'est percée une porte qui était protégée par un pont-levis dont on voit encore les rainures des bras et le creux d'encastrement[23]. Jusqu'à décembre 2011, on pouvait admirer près du château un vénérable marronnier tricentenaire. Bien qu'il ait résisté plusieurs fois à la foudre, la tempête Joachim de décembre 2011 a eu raison de lui ;
  - château de Rochefort (XIVe – XVe siècles)[22] ;
  - château de Ris (XIVe – Xe siècles). Il se présente sous la forme d'un logis quadrangulaire flanqué aux angles de deux tours rondes et du côté opposé, au milieu, d'une tourelle polygonale d'escalier[22].

### Personnalités liées à la commune
- Sosthène Patissier (Besson, 1827 - Souvigny, 1910), avocat, député de l'Allier (1871-1881), conseiller général du canton de Souvigny (1871-1898) et vice-président du conseil général (1883-1898).
- La famille de Bourbon-Parme, propriétaires des châteaux de Bostz, de Rochefort et de Fourchaud.
- Charles-Henri de Lobkowicz, héritier, par sa mère Françoise de Bourbon-Parme, du château du Nouveau Bostz, où il réside, et du Vieux Bostz, qu'il tente de restaurer.

### Héraldique
| Blason de Besson | Blason  | D'azur à cinq besants d'or rangés en bandes.     |
| Blason de Besson | Détails | Le statut officiel du blason reste à déterminer. |